# Discerceis granulosa
Discerceis granulosa is een pissebed uit de familie Sphaeromatidae. De wetenschappelijke naam van de soort is voor het eerst geldig gepubliceerd in 1899 door Richardson.